# TJ Lanning
Thomas („TJ“) Lanning (* 27. August 1984 in Helena, Montana) ist ein ehemaliger US-amerikanischer Skirennläufer. Er war auf die Disziplinen Abfahrt, Super-G und Super-Kombination spezialisiert.

## Biografie
Lanning erlernte das Skilaufen im Alter von drei Jahren. 1999 gewann er den Super-G des Whistler Cups. Im Dezember desselben Jahres nahm er erstmals an FIS-Rennen teil, ab November 2000 folgten Einsätze im Nor-Am Cup. Als Jugendlicher gehörte Lanning zu den aussichtsreichsten Talenten überhaupt. So rangierte er 2000/01 in seiner Alterskategorie weltweit auf dem ersten Platz in den Disziplinen Slalom und Super-G. Aufgrund verschiedener Verletzungen konnte er sein Potenzial während mehreren Jahren nicht ausschöpfen. Am 22. November 2002 bestritt er sein erstes Weltcup-Rennen, den Riesenslalom in Park City (seinem heutigen Wohnort). Die drei nachfolgenden Saisons musste er jeweils bereits nach wenigen Rennen abbrechen.
Am 20. Dezember 2006 gewann Lanning als 19. des Super-G in Hinterstoder erstmals Weltcuppunkte. Bei der Superkombination in Beaver Creek am 29. November 2007 fuhr er unter die besten Zehn, drei Monate später wurde er US-amerikanischer Abfahrtsmeister. Seine bisher besten Ergebnisse im Weltcup sind zwei 9. Plätze, erzielt in den Abfahrten von Lake Louise am 29. November 2008 und von Gröden am 20. Dezember 2008. Im Januar 2009 stürzte er in der Hahnenkammabfahrt von Kitzbühel und musste die Saison aufgrund einer Knieverletzung vorzeitig beenden.
Nach der Verletzungspause stürzte er am 28. November 2009 beim Abfahrtsrennen in Lake Louise schwer. Er erlitt eine Luxation des linken Knies sowie einen Halswirbelbruch und konnte danach an keinen weiteren Rennen teilnehmen. In der Saison 2012/13 war er erstmals als Trainer für das US Ski Team tätig.

## Erfolge

### Weltmeisterschaften
- Åre 2007: 20. Super-Kombination

### Junioren-Weltmeisterschaften
- Verbier 2001: 23. Abfahrt, 29. Abfahrt
- Tarvisio 2002: 16. Super-G, 26. Abfahrt

### Weltcup
- 3 Platzierungen unter den besten 10

### Kontinentalcups
- Nor-Am Cup Saison 2005/06: 8. Platz Gesamtwertung, 2. Platz Riesenslalom-Wertung
- 5 Podestplätze im Nor-Am Cup
- 1 Sieg im Europacup

### Weitere Erfolge
- 6 Siege bei FIS-Rennen
- 1 US-amerikanischer Meistertitel (Abfahrt 2008)